# Shepherd-Wal
Der Shepherd-Wal (Tasmacetus shepherdi) ist eine Walart aus der Familie der Schnabelwale (Ziphiidae). Die Art erhielt ihren Namen zu Ehren von George Shepherd, der 1933 das erste gestrandete Exemplar in Neuseeland untersuchte.
Die Art ist nach dem Forscher George Shepherd benannt, der am Wanganui-Alexander-Museum in Neuseeland aktiv war.

## Verbreitung
Es ist eine seltene Art, die bislang nur von 28 Strandungen bekannt ist, die meisten davon in Neuseeland. Weitere tote Exemplare wurden in Argentinien, Australien und dem Juan-Fernández-Archipel gefunden. Man vermutet deshalb, dass der Shepherd-Wal zirkumpolar in den Gewässern der Südhalbkugel verbreitet ist. Unbestätigte Sichtungen lebender Exemplare gab es im südwestlichen Atlantik und West-Pazifik. Im Februar 2012 gelang es Forschern das erste Mal eine Gruppe auf dem offenen Meer zu filmen.

## Merkmale

Größenvergleich

Shepherd-Wale unterscheiden sich von allen anderen Schnabelwalarten durch ihr vollständiges Gebiss, sodass die Art als urtümlichster Vertreter ihrer Familie betrachtet wird. Bei den Männchen ist das vordere Zahnpaar im Unterkiefer verlängert. Shepherd-Wale erreichen eine Länge von sechs bis sieben Metern und ein Gewicht von bis zu 6,5 Tonnen. Sie haben eine lange Schnauze und eine leicht gewölbte Stirn, die Flipper und die Finne sind relativ klein. Die Haut der Tiere ist an der Oberseite graubraun und an der Unterseite heller, fast weißlich gefärbt.

## Lebensweise
Als Fischfresser unterscheidet sich diese Walart von den anderen Schnabelwalen, die sich vorwiegend von Tintenfischen ernähren. Aus der Tatsache, dass seine Beute vorwiegend aus bodenbewohnenden Fischen der offenen Meere besteht, und aufgrund der seltenen Sichtungen schließt man, dass der Shepherd-Wal vorwiegend auf hoher See lebt und gut tauchen kann. Über Verhalten und Fortpflanzung der Tiere ist nichts bekannt.
Es gibt keine Schätzungen über die Gesamtpopulation der Spezies, auch wurde sie nie kommerziell bejagt. Dass fast keine Sichtungen bekannt sind, kann auf ihre Scheu, ihre Seltenheit oder auf beide Faktoren gleichzeitig hindeuten.